# Moby Dick (instrumental)
"Moby Dick", por vezes conhecida como "Over the Top", é uma canção instrumental da banda britânica de rock Led Zeppelin, lançada em seu segundo álbum de estúdio Led Zeppelin II, em 1969. O nome da canção foi inspirado no romance homônimo do escritor estadunidense Herman Melville. Foi gravada e lançada como a quarta faixa do disco como uma canção sem vocais, com o solo de bateria de John Bonham, a guitarra de Jimmy Page e o baixo de John Paul Jones.
"Moby Dick" foi originalmente composta por Bonham, Page e Jones, que juntos tocam a canção em tempos diferentes. Surgiu depois do guitarrista e produtor da banda muitas vezes pegar o baterista tocando no estúdio. Ele gravou as partes e, em seguida as remendou com todos tocando juntos. A canção foi gravada em meados de 1969 pelo selo Mirror Sound e a Atlantic Records, em Los Angeles. Foi lançada em 22 de outubro do mesmo ano.

## Formatos e listas de músicas
1970 7" edição single (Itália: Atlantic ATL NP 03183, Singapura: Stereophonic 03183)
- A. "Moby Dick" (Bonham, Jones, Page) – 2:39
- B. "Gallows Pole" (trad. arr. Page, Plant) – 4:56

## Ligações Externas
- «Página oficial do Led Zeppelin» (em inglês)